# Želetice (Hodonín)
Želetice (in tedesco Schelletitz) è un comune della Repubblica Ceca facente parte del distretto di Hodonín, in Moravia Meridionale.